# Montaña Cradle
La montaña Cradle, en inglés, Cradle Mountain es una montaña situada en el Parque nacional Cradle Mountain-Lake St. Clair, Tasmania, Australia. Con una altura de 1545 m sobre el nivel del mar, es una de las mayores atracciones turísticas en la isla de Tasmania, gracias a su belleza natural. El monte está compuesto por columnas de diabasa, característico de otros montes del área.
Una de las caminatas largas más famosas del mundo, Overland Track, comienza ahí recorriendo una variedad de bellos paisajes para terminar a 80 km al sur del lago St. Clair, el más profundo de Australia.

## Acceso

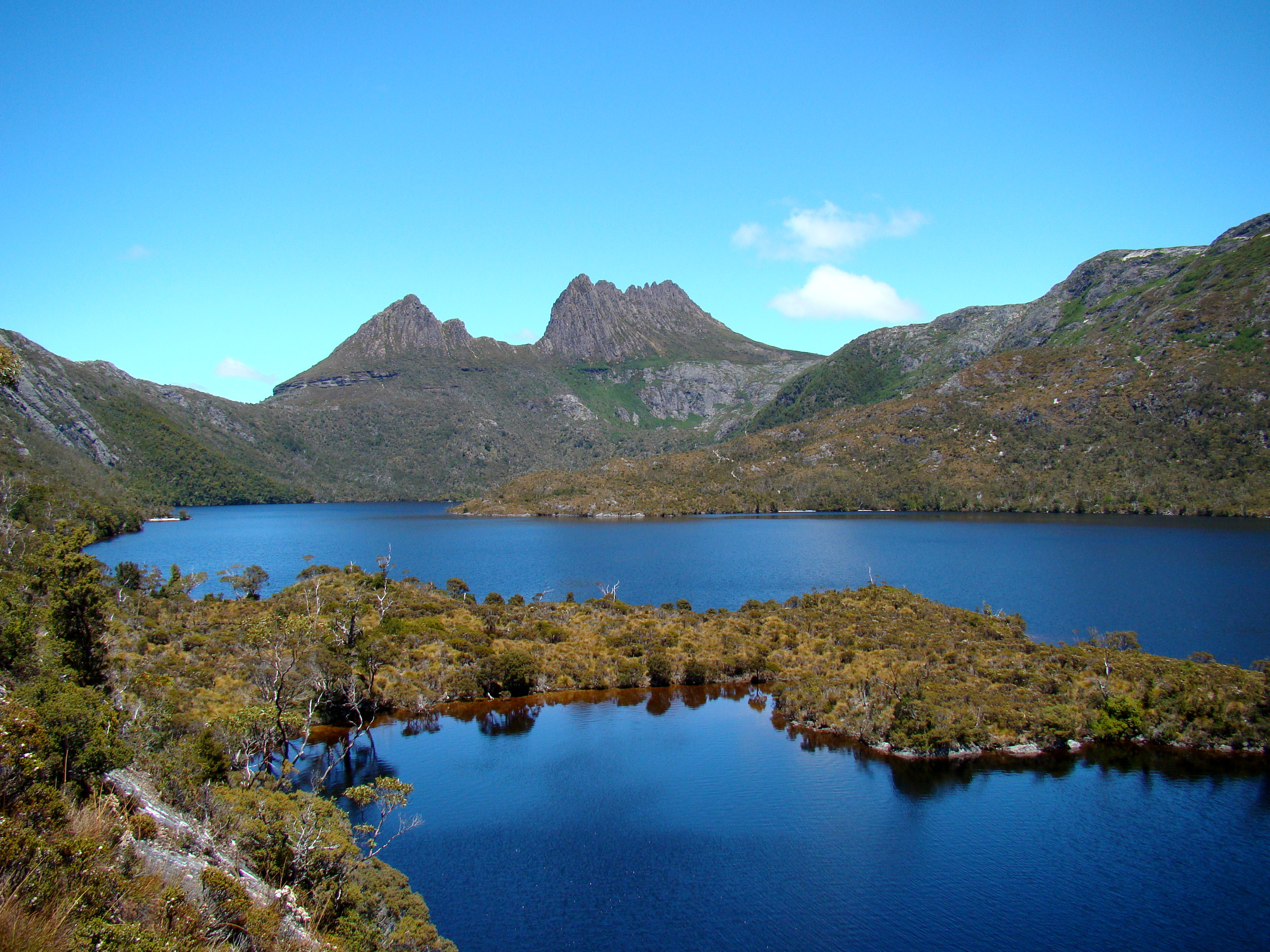
Montaña Cradle al fondo del lago Dove

El área alrededor de la montaña tiene numerosas caminatas de menos de un día y es a la vez uno de los extremos de la popular Overland Track. La montaña la escalan muchos turistas durante todo el año. La escalada es dura y el tiempo recomendado para subir y bajar es de 6,5 horas entre la cima y el aparcamiento. La escalada en la parte rocosa de la montaña se hace a través de varios bloques durante cientos de metros. Desde la cima (donde estaba la torre de trig point) se pueden disfrutar vistas de 360° que incluyen el lago Dove, Barn Bluff y el monte Ossa.

## Características

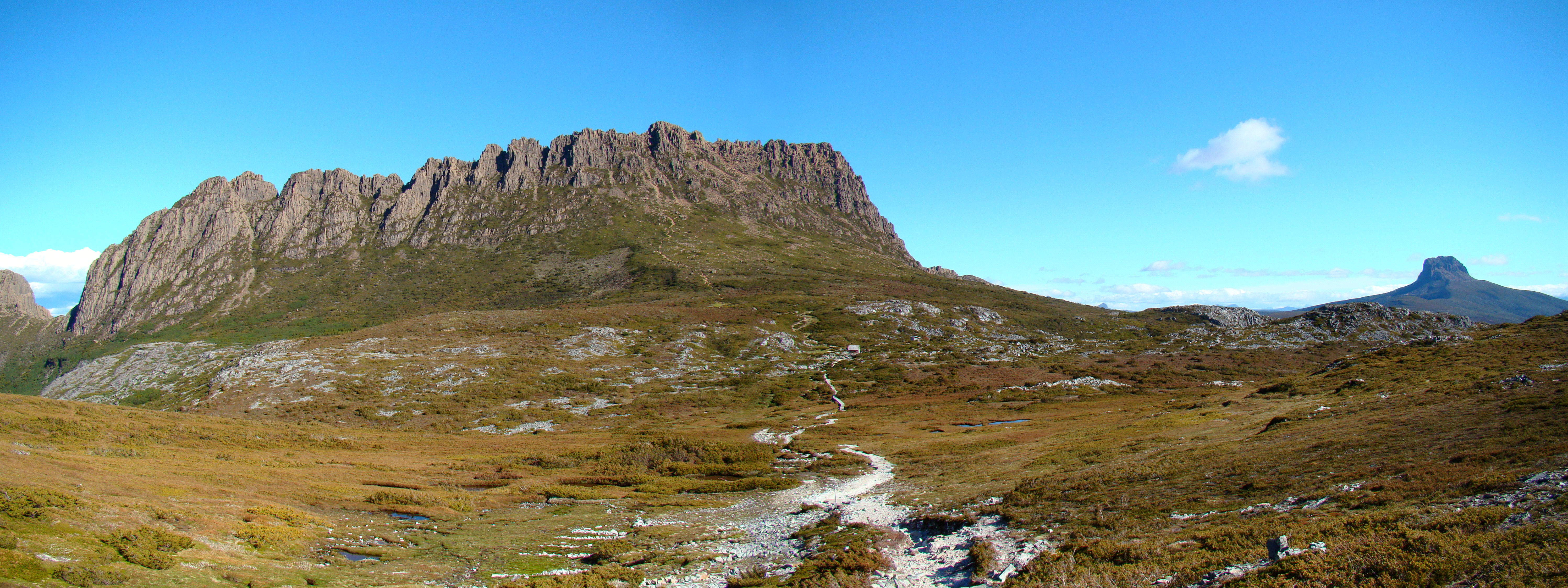
Panorama desde el Oeste mostrando la Montaña Mountain y, en la distancia, Barn Bluff.

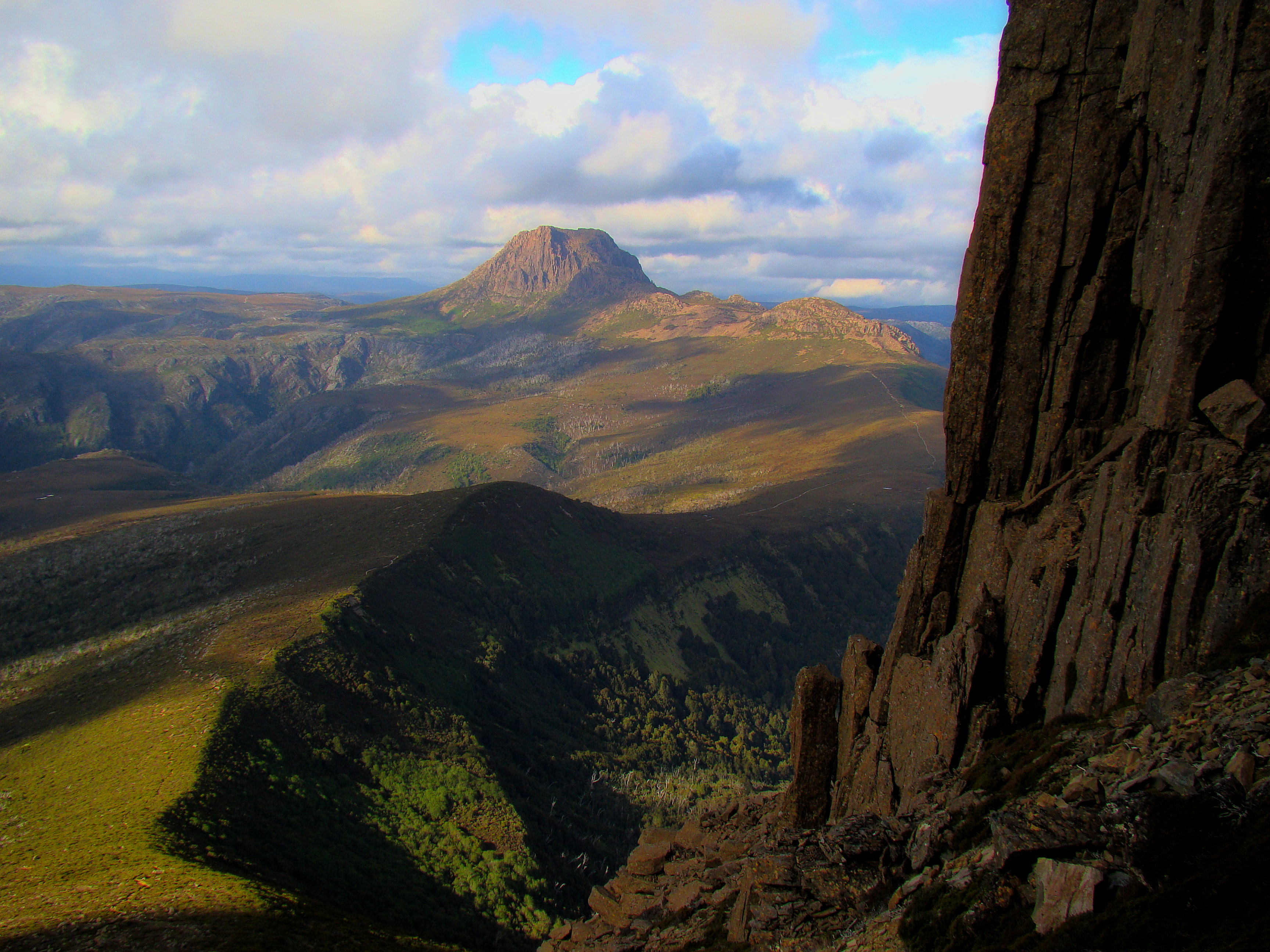
La montaña Cradle vista desde el Sur desde la montaña Barn Bluff.

La montaña se erige sobre el lago Dove (934 m), de origen glaciar, el Wilks y el lago del Cráter.
Cuatro de sus cimas tienen nombres, por orden de altura: montaña Cradle (1545 m (5069 pies)), pico Smithies (Smithies Peak) (1527 m (5010 pies)), torre Weindorfers (Weindorfers Tower) (1459 metros (4787 pies)), y Pequeño Cuerno (Little Horn) (1355 m (4446 pies)).
La montaña recibió su nombre por su parecido con una herramienta, similar a una cuna, utilizada para en la minería (principalmente oro) y que en inglés se conoce como cradle.

## Flora

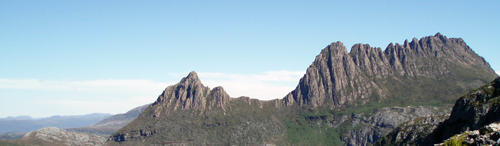
Cradle Mountain vista desde Marions Peak

El área está cubierta por una vegetación alpina y subalpina abundante, entre los que destacan el colorido Nothofagus gunnii (helecho deciduous), una rareza, dado que la mayoría de la flora nativa de Australia es verde y el Gymnoschoenus sphaerocephalus (hierba de botón). Otras plantas que se pueden encontrar en la montaña son acaena montana, aristotelia peduncularis, fresa alpina, waratah, the cedro del Rey Guillermo y el cedro de Tasmania liso.

## Acceso al parque y a la región
Junto a Ronny Creek hay un aparcamiento, la entrada al lago Dove, que se encuentra a aprox. 8 km del centro del parque nacional. Se puede acceder allí en vehículo privado o con el autobús del parque. 

## Referencias

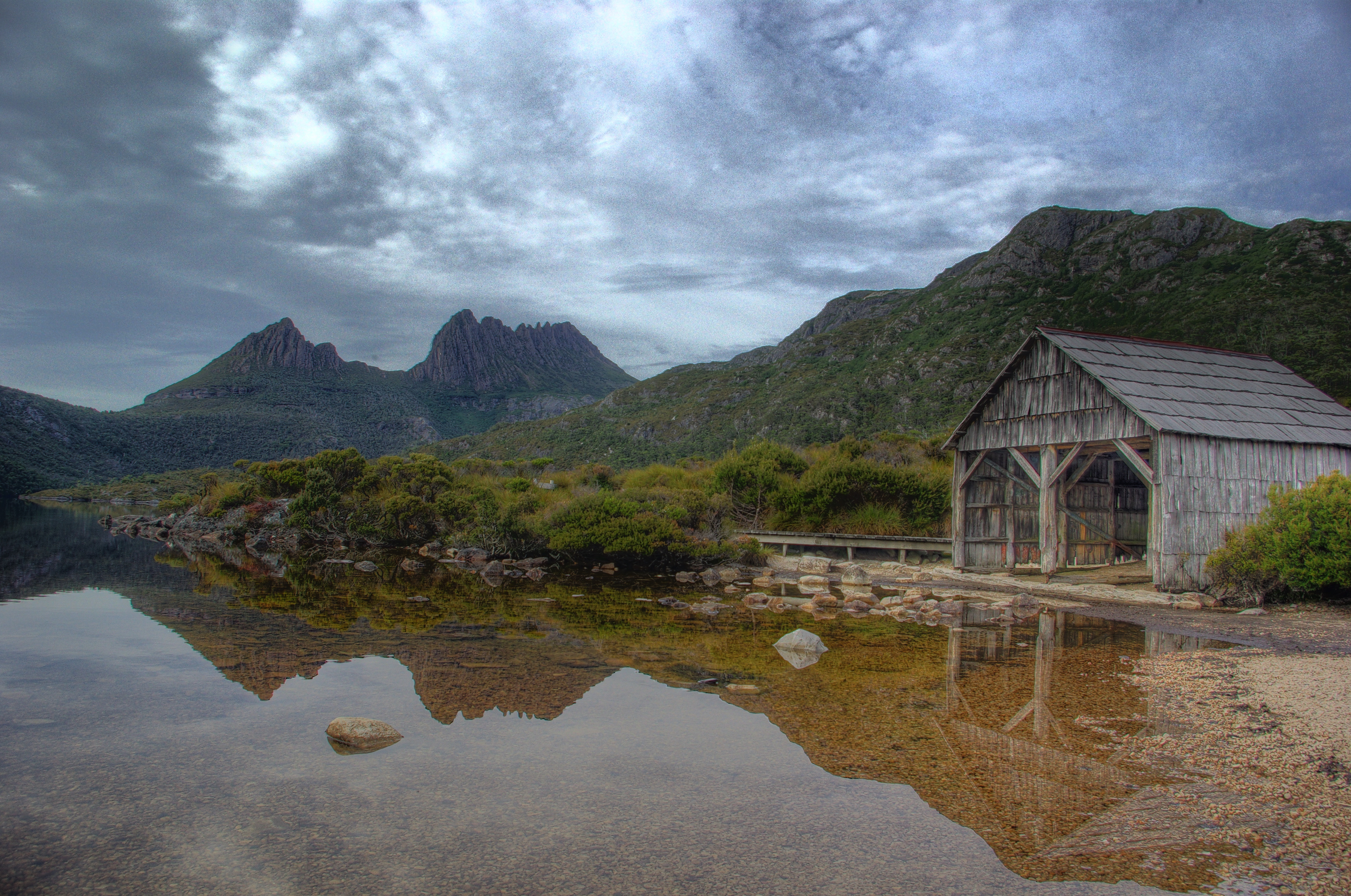
Another view over Dove Lake; the boat shed was built in the 1940s

### El parque
- Tasmanian Parks and Wildlife Page
- Photojournal covering Cradle Mountain as part of The Overland Track
- Cradle Mountain Tourist Attraction Archivado el 24 de mayo de 2011 en Wayback Machine.
- Webcam

## Acceso público
- Tassielink have buses to/from Devonport and Queenstown/Strahan.
- McDermott's run buses between Cradle Mountain and Launceston (not every day)

- Datos: Q1138451
- Multimedia: Cradle Mountain / Q1138451